# Gubernatorzy Helgolandu
Gubernator Helgolandu (do 1868 r. gubernator porucznik) był reprezentantem Korony Brytyjskiej na wyspie Helgoland, położonej u wybrzeży Niemiec. Brytyjczycy przejęli kontrolę nad wyspą do wojny z Danią w 1807 r. i zarządzali nią do 1890 r., kiedy została ona przekazana Cesarstwu Niemieckiemu.

## Gubernatorzy porucznicy Helgolandu
- 1807–1814: Corbert James d'Auvergne
- 1814–1817: Charles Hamilton
- 1817–1839: Henry King
- 1840–1857: John Hindmarsh
- 1857–1863: Richard Pattinson
- 1863–1868: Henry Berkeley Fitzhardinge Maxse

## Gubernatorzy Helgolandu
- 1868–1881: Henry Berkeley Fitzhardinge Maxse
- 1881–1888: John Terence Nicholls O'Brien
- 1888–1890: Arthur Cecil Stuart Barkly

## Komisarz Cesarstwa Niemieckiego
- 1890–1891: Adolf Wermuth